# Für dich bei mir
Für dich bei mir ist ein deutscher Kurzfilm von Clemens Beier aus dem Jahr 2016. Er entstand in Koproduktion der Filmuniversität Babelsberg Konrad Wolf und dem MDR Fernsehen. Der Film feierte am 22. Januar 2016 auf dem 37. Filmfestival Max Ophüls Preis 2016 Premiere und wurde am 26. April 2016 im MDR Fernsehen ausgestrahlt.

## Handlung
Die Seniorin Margret droht ihren Mann Helmut an die Demenz zu verlieren. Um das zu verhindern, begibt sie sich auf die Suche nach ihrem Helmut von früher und steigert sich im Kampf um Zukunft und Vergangenheit in einen zunehmenden Wahn.

## Auszeichnungen & Festivalteilnahmen
- 37. Filmfestival Max Ophüls Preis – Wettbewerb Mittellanger Film (Uraufführung)
- 56. Krakowski Festiwal Filmowy – Internationaler Wettbewerb[3]
- 16. Odense Internationale Film Festival – Internationaler Wettbewerb[4]
- 28. Filmfest Dresden – Publikumspreis Mitteldeutsche Filmnacht
- 13. kurzsuechtig Filmfestival (Leipzig) – Publikumspreis
- Studio Hamburg Nachwuchspreis – Nominierung „Bester Mittellanger Film“ für die Produzentin Julia Liselotte Klett
- IndieCrete Film Festival (Griechenland) – Best Film und Best Actress (Liane Düsterhöft)
- Speechless Film Festival (USA) – Best of Fest (Short)

Quelle: